# Radiostacja Wanda

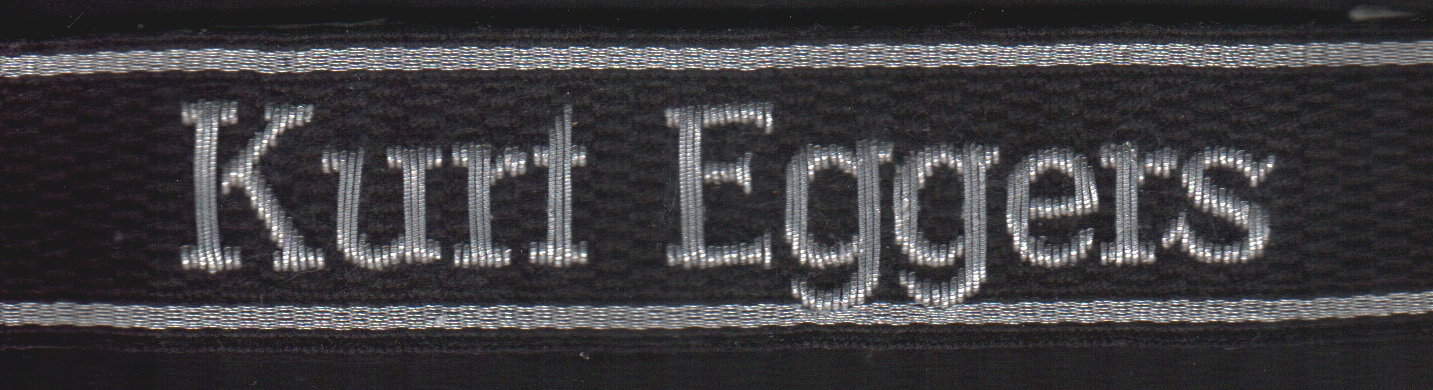
Opaska naramienna członków SS-Standarte „Kurt Eggers”, takich jak Maria Kałamacka ps."Wanda”

Radiostacja Wanda, właściwie Akcja Gwiazda Południa (niem. Südstern Aktion) – niemiecka rozgłośnia propagandowa w czasie II wojny światowej, podległa Hauptsturmführerowi Gunterowi d’Alquenowi, dowódcy specjalnego oddziału korespondentów wojennych Waffen-SS, SS-Standarte „Kurt Eggers”. Zgodnie z osobistym rozkazem Heinricha Himmlera stacja miała prowadzić akcję dywersyjną przeciw walczącym we Włoszech żołnierzom 2 Korpusu Polskiego.

## Historia
SS-Standarte „Kurt Eggers” posiadała na froncie włoskim stacje nadawcze dużej mocy i gigantofony, a ponadto pojemniki bombowe i pociski artyleryjskie służące do rozrzucania ulotek. Oberkommando der Wehrmacht zostało zobowiązane do udzielania jednostce wszelkiego wsparcia. Materiały propagandowe opracowywane były przez specjalny oddział informacyjny Waffen-SS. Źródłem pozyskiwania materiałów była prasa niemiecka, wydawane po polsku tzw. „gadzinówki” z Generalnego Gubernatorstwa (GG), prasa aliancka i państw neutralnych oraz nasłuch radiowy.
Radiostacja akcji „Gwiazda Południa” znajdowała się najpierw w Rzymie, wraz z przesuwaniem się frontu przeniesiono ją do Mediolanu. Codziennie nadawała na falach krótkich i średnich cztery półgodzinne audycje w języku polskim.
Zatrudniano w niej spikerów nienagannie posługujących się językiem polskim. Wśród nich najbardziej znana była Maria Kałamacka ps. „Wanda”, która uprzednio pracowała dla jednej z rozgłośni propagandowych w GG. Do SS-Standarte „Kurt Eggers” oddelegowana została na życzenie Ministerstwa Propagandy i Oświecenia Publicznego. To od jej pseudonimu wzięła się obiegowa nazwa „Radiostacja Wanda”.

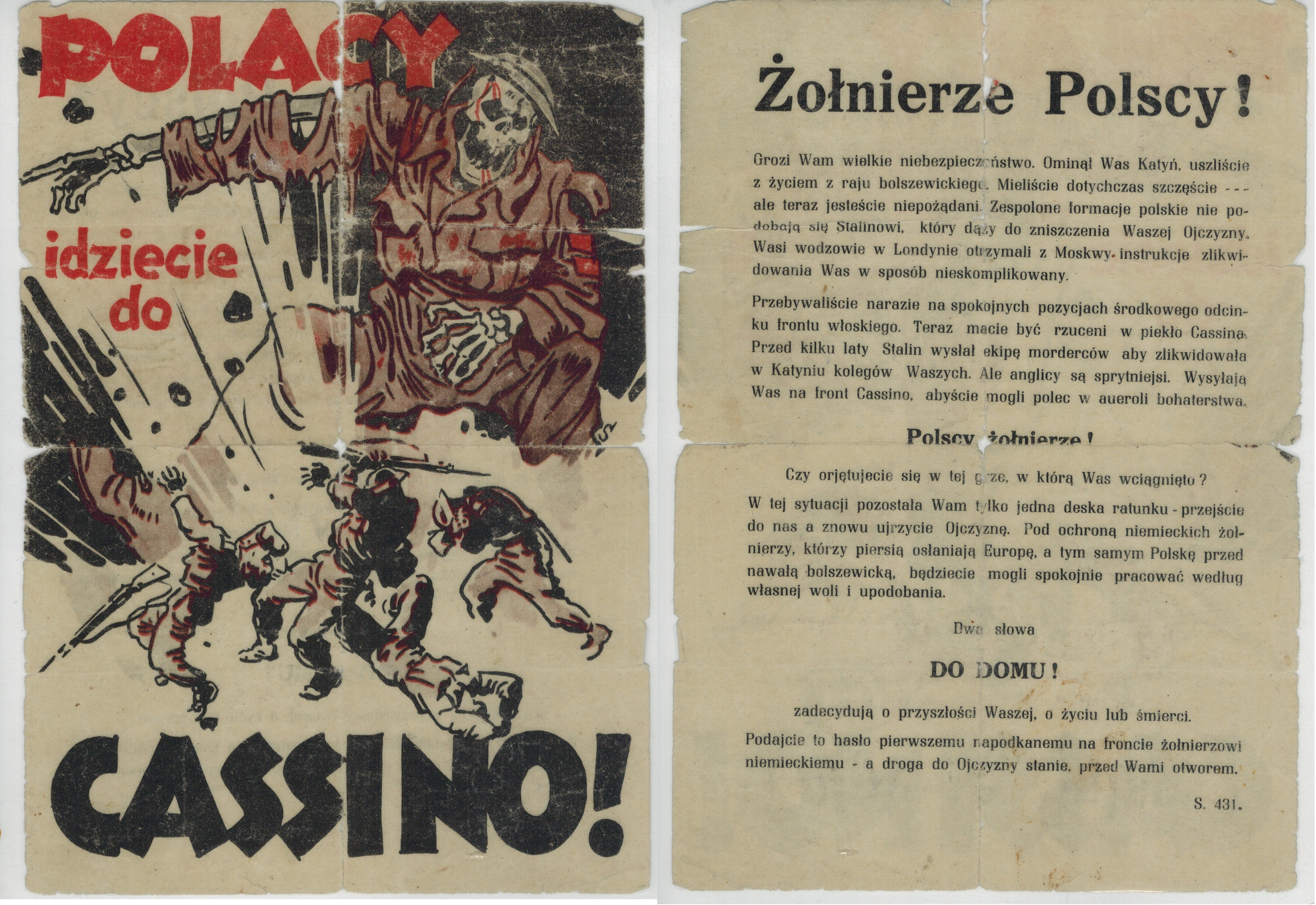
Niemiecka ulotka kierowana do polskich żołnierzy, zrzucana pod Monte Cassino w 1944

Pierwsza audycja „Wandy” została nadana 5 marca 1944 roku. Żołnierze 2 Korpusu dość regularnie słuchali tych audycji, głównie w celu uzyskania informacji o losie kolegów zaginionych w akcji. „Wanda” często podawała nazwiska wziętych do niewoli, odtwarzała ich wypowiedzi lub odczytywała relacje. Nigdy nie podjudzała przeciwko dowódcom, nie szydziła z żołnierskiego trudu i „współczuła” polskim żołnierzom. „Wanda” na falach eteru usiłowała sprawiać wrażenie „dobrej Polki”. Po rozpoczynającej audycję melodii pieśni legionowej My, Pierwsza Brygada pozdrawiała żołnierzy i rodaków na obczyźnie. Mówiła o dziejach oręża polskiego, o bohaterstwie Polaków, sławiła oddziały polskie w trwającej wojnie. Używała przy tym określeń typu „nasz rząd w Londynie”, „nasz premier Mikołajczyk”. Na zakończenie audycji niezmiennie dedykowała piosenkę „naszemu generałowi Andersowi” (była to najczęściej piosenka Umarł Maciek, umarł).
Żołnierze 2 Korpusu słuchali „Wandy”, jej zachęty do przechodzenia na niemiecką stronę z reguły były jednak bezskuteczne. Mogło to być też spowodowane rozpowszechnianiem przez radiostację informacji jawnie nieprawdziwych, np. o tym, że Anglicy zakazują noszenia orzełków na czapkach lub że w oddziałach polskich panuje głód.
Obok audycji radiowych SS-Standarte „Kurt Eggers” wykorzystywała ulotki, które ukazywały się w bardzo dużej liczbie. Przedstawiały one zazwyczaj wyobrażenia ginących polskich żołnierzy i pytania/hasła: „Polaku! Chcesz tu umierać?”, „Polacy, idziecie do Cassino!” lub „Za kogo walczycie?!"
Propaganda niemiecka okazała się bardzo mało skuteczna. Zaledwie kilku polskich żołnierzy przeszło na stronę niemiecką, podczas gdy Ślązacy i mieszkańcy Pomorza, siłą wcieleni do Wehrmachtu, masowo przechodzili na stronę 2 Korpusu, wykorzystując fakt, że w audycjach radiostacji „Wanda” była podawana dyslokacja polskich oddziałów.